# Doomsday L.A.
Albums de Deicide
The Stench of Redemption
(2006) Till Death Do Us Part
(2008)
Doomsday L.A. est un DVD live du groupe de death metal américain Deicide, sorti le 22 janvier 2007 sous le label Earache Records.
Le DVD est sorti peu de temps après son EP de promotion portant le même nom.
Il a été enregistré pendant une tournée du groupe pour promouvoir leur dernier album studio en date, The Stench of Redemption. De nombreux titres y sont joués (5 sur les 9 de l'album) et la pochette du DVD est une partie de celle de l'album The Stench of Redemption.

## Liste des titres
| 1.      | Intro                                    | 1:10 |
| 2.      | Dead By Dawn                             | 4:09 |
| 3.      | Once Upon The Cross                      | 3:01 |
| 4.      | Scars Of The Crucifix                    | 3:30 |
| 5.      | The Stench Of Redemption                 | 4:40 |
| 6.      | Death To Jesus                           | 4:34 |
| 7.      | When Satan Rules His World               | 3:25 |
| 8.      | Serpents Of The Light                    | 3:18 |
| 9.      | Dead But Dreaming                        | 3:46 |
| 10.     | They Are The Children Of The Underworld  | 3:18 |
| 11.     | Bastard Of Christ                        | 3:08 |
| 12.     | Desecration                              | 5:16 |
| 13.     | Behind The Light Thou Shall Rise         | 3:53 |
| 14.     | When Heaven Burns                        | 4:08 |
| 15.     | Walk With The Devil In Dreams You Behold | 5:19 |
| 16.     | Homage For Satan                         | 4:25 |
| 17.     | Lunatic Of God's Creation                | 3:21 |
| 18.     | Kill The Christian                       | 3:24 |
| 19.     | Sacrificial Suicide                      | 4:37 |
| 1:12:22 |                                          |      |

## Musiciens
- Glen Benton - Chant, Basse
- Jack Owen - Guitare
- Ralph Santolla - Guitare
- Steve Asheim - Batterie